# Floirac (Gironda)
Floirac è un comune francese di 16 130 abitanti situato nel dipartimento della Gironda nella regione della Nuova Aquitania.

## Società

### Evoluzione demografica
Abitanti censiti

## Amministrazione

### Gemellaggi
- Burlada, Spagna
- Diébougou, Burkina Faso